# Uhrynów (obwód iwanofrankiwski)
Uhrynów (ukr. Угринів) – wieś na Ukrainie w rejonie iwanofrankiwskim obwodu iwanofrankiwskiego. Liczy 3227 mieszkańców.
Znajduje tu się przystanek kolejowy Uhrynów.
Założony w 1440 r. W II Rzeczypospolitej miejscowość była podzielona na trzy: Uhrynów Górny, Uhrynów Dolny i Uhrynów Szlachecki. Wszystkie należały do gminy wiejskiej Pasieczna w powiecie stanisławowskim województwa stanisławowskiego. Wsie połączono w 1945 roku.